# Primera D 2022 (Argentina)
Il Campionato di Primera D 2022 (chiamata anche con il nome ufficiale di Campeonato de Primera División D 2022) è stata la 74ª edizione del campionato di quinta divisione argentino riservato alle squadre direttamente affiliate alla AFA.
Al torneo hanno preso parte 11 squadre. Il Comitato Esecutivo della AFA, nell'ambito di un programma che accolga la nuova affiliazione alla sua federazione di quattro nuove squadre, in questo torneo ha concesso l'affiliazione del Club Mercedes, il quale è diventata in tal modo una delle squadre affiliate direttamente alla AFA. D'altro canto, la sua incorporazione nella AFA ha incluso la condizione di non avero potuto ottenere la promozione in Primera C in questa sua prima partecipazione ai campionati con squadre affiliate direttamente alla AFA.
Il 16 ottobre 2022, battendo in finale il Centro Español (vincitore del Torneo Apertura), lo Yupanqui ha ottenuto il titolo e la promozione in Primera C (per la prima volta nella sua storia).

## Formato

### Campionato
Il torneo si è strutturato in due campionati separati, chiamati Apertura e Clausura, in ognuno dei quali tutte le squadre si sono affrontate in un girone di sola andata. Se la stessa squadra avesse ottenuto la prima posizione in classifica in entrambi i tornei, questa avrebbe ottenuto il titolo di campione del torneo e la promozione in Primera C.
In caso contrario, ovvero se fossero state due squadre differenti ad ottenere la prima piazza nelle rispettive classifiche dei tornei Apertura e Clausura (come poi avvenuto), si sarebbe disputata una finale tra le due squadre campioni per determinare l'unica squadra ad acquisire il diritto alla promozione in Primera C. La squadra promossa avrebbe ottenuto anche il diritto di partecipare alla Copa Argentina.

### Torneo clasificatorio(Coppa Argentina 2023)
Ad inizio ottobre è stato disputato un Torneo clasificatorio per determinare la seconda squadra qualificata alla Copa Argentina 2023 (la prima essendo la squadra vincitrice del campionato). Ad accedere al Torneo Clasificatorio sono state le migliori 7 squadre nella Tabla anual con due eccezioni: il Mercedes non avrebbe potuto partecipare al Torneo Clasificatorio (per aver appena ottenuto l'affiliazione diretta alla AFA); nel caso si fosse disputata la finale per la promozione (come avvenuto), la squadra uscita sconfitta da detta finale avrebbe avuto accesso direttamente alle semifinali del Torneo clasificatorio, indipendentemente dalla sua posizione della Tabla anual.
Nella prima fase del Torneo clasificatorio, la squadra uscita sconfitta dalla finale per la promozione ha avuto accesso direttamente alle semifinali, mentre le restanti 6 squadre si sono affrontate in partite di andata e ritorno. In caso di parità al termine delle due gare, si sarebbe qualificata alle semifinali la squadra meglio classificata nella Tabla anual. Le vincenti di queste tre gare si sono unite alla squadra direttamente qualificata per le semifinali e, anche in questo caso, vi sono state partite di andata e ritorno con diritto di accedere alla finale (in caso di parità del punteggio dopo le due gare) per la squadra meglio classificata nella Tabla anual. Anche la finale del Torneo clasificatorio è stata disputata su due gare di andata e ritorno, ma in questo caso erano previsti i calci di rigore in caso di permanenza della parità. La squadra vincitrice del Torneo clasificatorio si sarebbe qualificata per la Copa Argentina.

## Squadre partecipanti
| Club                     | Città            | Stadio                 |
| ------------------------ | ---------------- | ---------------------- |
| Argentino                | Rosario          | José Martín Olaeta     |
| Central Ballester        | José León Suárez | Ciudad de San Miguel   |
| Centro Español           | Villa Sarmiento  | Carlos Alberto Sacaan  |
| Defensores de Cambaceres | Ensenada         | 12 de Octubre          |
| Deportivo Paraguayo      | Buenos Aires     | José María Moraños     |
| Juventud Unida           | San Miguel       | Ciudad de San Miguel   |
| Lugano                   | Tapiales         | José María Moraños     |
| Mercedes                 | Mercedes         | Liga Mercedina         |
| Muñiz                    | Muñiz            | Ciudad de San Miguel   |
| Sportivo Barracas        | Buenos Aires     | Nuevo Francisco Urbano |
| Yupanqui                 | Buenos Aires     | Merlo                  |

## TorneoApertura

### Classifica
| Pos. | Squadra            | Pt | G  | V | N | P | GF | GS | DR  |
| ---- | ------------------ | -- | -- | - | - | - | -- | -- | --- |
| 1.   | Centro Español     | 19 | 10 | 5 | 4 | 1 | 14 | 7  | +7  |
| 2.   | Muñiz              | 17 | 10 | 4 | 5 | 1 | 12 | 8  | +4  |
| 3.   | Def. de Cambaceres | 16 | 10 | 4 | 4 | 2 | 16 | 11 | +5  |
| 4.   | Argentino (R)      | 16 | 10 | 4 | 4 | 2 | 11 | 8  | +3  |
| 5.   | Sp. Barracas       | 15 | 10 | 4 | 3 | 3 | 12 | 7  | +5  |
| 6.   | Central Ballester  | 15 | 10 | 4 | 3 | 3 | 9  | 12 | -3  |
| 7.   | Yupanqui           | 12 | 10 | 3 | 3 | 4 | 12 | 14 | -2  |
| 8.   | Juv. Unida (SM)    | 12 | 10 | 3 | 3 | 4 | 11 | 13 | -2  |
| 9.   | Atl. Lugano        | 11 | 10 | 2 | 5 | 3 | 11 | 9  | +2  |
| 10.  | Dep. Paraguayo     | 6  | 10 | 1 | 3 | 6 | 9  | 17 | -8  |
| 11.  | Mercedes           | 6  | 10 | 1 | 3 | 6 | 7  | 18 | -11 |

Legenda
      Squadra campione o classificata al Torneo Reducido nel caso o meno vinca anche il Torneo Clausura.

Note
Fonte: AFA
3 punti per la vittoria, 1 punto per il pareggio.
A parità di punti, valgono i seguenti criteri: 1) Spareggio (solo per determinare la vincente del campionato; 2) differenza reti; 3) gol fatti; 4) punti negli scontri diretti; 5) differenza reti negli scontri diretti; 6) gol fatti negli scontri diretti.

### Risultati
| Juv. Unida             | 1 - 2                  | Centro Español         | 7.5.2022               | Mercedes          | 1 - 1          | Dep. Paraguayo  | 14.5.2022      | Def. Cambaceres  | 0 - 0            | Lugano            | 22.5.2022        |
| Sp. Barracas           | 2 - 2                  | Yupanqui               | 7.5.2022               | Yupanqui          | 1 - 1          | Juv. Unida      | 14.5.2022      | Sp. Barracas     | 0 - 1            | Argentino (R)     | 22.5.2022        |
| Muñiz                  | 4 - 1                  | Mercedes               | 8.5.2022               | Central Ballester | 1 - 0          | Sp. Barracas    | 14.5.2022      | Juv. Unida       | 1 - 1            | Central Ballester | 22.5.2022        |
| Lugano                 | 1 - 1                  | Argentino (R)          | 8.5.2022               | Argentino (R)     | 2 - 1          | Def. Cambaceres | 14.5.2022      | Dep. Paraguayo   | 0 - 2            | Centro Español    | 22.5.2022        |
| Def. Cambaceres        | 5 - 0                  | Central Ballester      | 9.5.2022               | Centro Español    | 0 - 0          | Muñiz           | 16.5.2022      | Muñiz            | 2 - 0            | Yupanqui          | 23.5.2022        |
| Riposa: Dep. Paraguayo | Riposa: Dep. Paraguayo | Riposa: Dep. Paraguayo | Riposa: Dep. Paraguayo | Riposa: Lugano    | Riposa: Lugano | Riposa: Lugano  | Riposa: Lugano | Riposa: Mercedes | Riposa: Mercedes | Riposa: Mercedes  | Riposa: Mercedes |

| Argentino (R)           | 1 - 2                   | Juv. Unida              | 28.5.2022               | Mercedes               | 1 - 1                  | Yupanqui               | 4.6.2022               | Def. Cambaceres      | 1 - 0                | Juv. Unida           | 11.6.2022            |
| Yupanqui                | 2 - 1                   | Dep. Paraguayo          | 28.5.2022               | Sp. Barracas           | 1 - 1                  | Def. Cambaceres        | 5.6.2022               | Argentino (R)        | 2 - 0                | Dep. Paraguayo       | 11.6.2022            |
| Lugano                  | 0 - 1                   | Sp. Barracas            | 29.5.2022               | Juv. Unida             | 1 - 3                  | Lugano                 | 5.6.2022               | Yupanqui             | 0 - 2                | Centro Español       | 11.6.2022            |
| Central Ballester       | 3 -                     | Muñiz                   | 29.5.2022               | Dep. Paraguayo         | 0 - 0                  | Central Ballester      | 7.6.2022               | Lugano               | 2 - 2                | Muñiz                | 12.6.2022            |
| Centro Español          | 2 - 0                   | Mercedes                | 29.5.2022               | Muñiz                  | 1 - 0                  | Argentino (R)          | 7.6.2022               | Central Ballester    | 1 - 0                | Mercedes             | 12.6.2022            |
| RIposa: Def. Cambaceres | RIposa: Def. Cambaceres | RIposa: Def. Cambaceres | RIposa: Def. Cambaceres | Riposa: Centro Español | Riposa: Centro Español | Riposa: Centro Español | Riposa: Centro Español | Riposa: Sp. Barracas | Riposa: Sp. Barracas | Riposa: Sp. Barracas | Riposa: Sp. Barracas |

| Mercedes         | 2 - 2            | Argentino (R)     | 18.6.2022        | Central Ballester  | 1 - 3              | Yupanqui           | 25.6.2022          | Yupanqui                  | 0 - 1                     | Argentino (R)             | 2.7.2022                  |
| Dep. Paraguayo   | 1 - 1            | Lugano            | 18.6.2022        | Argentino (R)      | 1 - 1              | Centro Español     | 25.6.2022          | Centro Español            | 1 - 1                     | Lugano                    | 2.7.2022                  |
| Muñiz            | 1 - 1            | Def. Cambaceres   | 18.6.2022        | Lugano             | 3 - 0              | Mercedes           | 25.6.2022          | Mercedes                  | 2 - 0                     | Def. Cambaceres           | 2.7.2022                  |
| Juv. Unida       | 2 - 1            | Sp. Barracas      | 18.6.2022        | Def. Cambaceres    | 3 - 2              | Dep. Paraguayo     | 26.6.2022          | Dep. Paraguayo            | 0 - 2                     | Sp. Barracas              | 2.7.2022                  |
| Centro Español   | 3 - 1            | Central Ballester | 18.6.2022        | Sp. Barracas       | 0 - 0              | Muñiz              | 27.6.2022          | Muñiz                     | 0 - 0                     | Juv. Unida                | 2.7.2022                  |
| Riposa: Yupanqui | Riposa: Yupanqui | Riposa: Yupanqui  | Riposa: Yupanqui | Riposa: Juv. Unida | Riposa: Juv. Unida | Riposa: Juv. Unida | Riposa: Juv. Unida | Riposa: Central Ballester | Riposa: Central Ballester | Riposa: Central Ballester | Riposa: Central Ballester |

| 10ª giornata    | 10ª giornata  | 10ª giornata      | 10ª giornata  |                       | 11ª giornata          | 11ª giornata          | 11ª giornata          | 11ª giornata |
| Squadra         | R             | Squadra           | Data          | Squadra               | R                     | Squadra               | Data                  |              |
| --------------- | ------------- | ----------------- | ------------- | --------------------- | --------------------- | --------------------- | --------------------- | ------------ |
| Juv. Unida      | 2 - 3         | Dep. Paraguayo    | 9.7.2022      | Dep. Paraguayo        | 1 - 2                 | Muñiz                 | 16.7.2022             |              |
| Def. Cambaceres | 1 - 1         | Centro Español    | 9.7.2022      | Mercedes              | 0 - 1                 | Juv. Unida            | 16.7.2022             |              |
| Lugano          | 0 - 1         | Yupanqui          | 9.7.2022      | Centro Español        | 0 - 2                 | Sp. Barracas          | 16.7.2022             |              |
| Argentino (R)   | 0 - 0         | Central Ballester | 9.7.2022      | Yupanqui              | 2 - 3                 | Def. Cambaceres       | 16.7.2022             |              |
| Sp. Barracas    | 3 - 0         | Mercedes          | 11.7.2022     | Central Ballester     | 1 - 0                 | Lugano                | 16.7.2022             |              |
| Riposa: Muñiz   | Riposa: Muñiz | Riposa: Muñiz     | Riposa: Muñiz | Riposa: Argentino (R) | Riposa: Argentino (R) | Riposa: Argentino (R) | Riposa: Argentino (R) |              |

## TorneoClausura

### Classifica
| Pos. | Squadra            | Pt | G  | V | N | P | GF | GS | DR |
| ---- | ------------------ | -- | -- | - | - | - | -- | -- | -- |
| 1.   | Yupanqui           | 20 | 10 | 5 | 5 | 0 | 19 | 11 | +8 |
| 2.   | Atl. Lugano        | 20 | 10 | 6 | 2 | 2 | 17 | 11 | +6 |
| 3.   | Sp. Barracas       | 19 | 10 | 6 | 1 | 3 | 15 | 8  | +7 |
| 4.   | Def. de Cambaceres | 19 | 10 | 5 | 4 | 1 | 13 | 6  | +7 |
| 5.   | Mercedes           | 14 | 10 | 4 | 2 | 4 | 9  | 10 | -1 |
| 6.   | Dep. Paraguayo     | 13 | 10 | 4 | 1 | 5 | 11 | 8  | +3 |
| 7.   | Muñiz              | 13 | 10 | 3 | 4 | 3 | 11 | 11 | 0  |
| 8.   | Argentino (R)      | 11 | 10 | 3 | 2 | 5 | 10 | 13 | -3 |
| 9.   | Central Ballester  | 9  | 10 | 2 | 3 | 5 | 9  | 18 | -9 |
| 10.  | Juv. Unida (SM)    | 9  | 10 | 3 | 0 | 7 | 8  | 17 | -9 |
| 11.  | Centro Español (X) | 4  | 10 | 0 | 4 | 6 | 4  | 13 | -9 |

Legenda
      Squadra campione o classificata al Torneo Reducido nel caso o meno vinca anche il Torneo Clausura.

Note
Fonte: AFA
3 punti per la vittoria, 1 punto per il pareggio.
A parità di punti, valgono i seguenti criteri: 1) Spareggio (solo per determinare la vincente del campionato; 2) differenza reti; 3) gol fatti; 4) punti negli scontri diretti; 5) differenza reti negli scontri diretti; 6) gol fatti negli scontri diretti.
X - Il Centro Español ha vinto il Torneo Apertura. Se vincerà anche il Torneo Clausura otterrà la promozione diretta in Primera C.

### Risultati
| Argentino (R)          | 0 - 3                  | Lugano                 | 23.7.2022              | Def. Cambaceres | 1 - 2          | Argentino (R)     | 29.7.2022      | Argentino (R)     | 1 - 2            | Sp. Barracas     | 5.8.2022         |
| Central Ballester      | 0 - 1                  | Def. Cambaceres        | 23.7.2022              | Sp. Barracas    | 4 - 0          | Central Ballester | 30.7.2022      | Lugano            | 0 - 0            | Def. Cambaceres  | 6.8.2022         |
| Yupanqui               | 2 - 1                  | Sp. Barracas           | 23.7.2022              | Juv. Unida      | 2 - 4          | Yupanqui          | 30.7.2022      | Central Ballester | 1 - 0            | Juv. Unida       | 6.8.2022         |
| Mercedes               | 0 - 0                  | Muñiz                  | 23.7.2022              | Muñiz           | 3 - 0          | Centro Español    | 30.7.2022      | Yupanqui          | 1 - 1            | Muñiz            | 6.8.2022         |
| Centro Español         | 0 - 1                  | Juv. Unida             | 24.7.2022              | Dep. Paraguayo  | 0 - 1          | Mercedes          | 30.7.2022      | Centro Español    | 0 - 1            | Dep. Paraguayo   | 7.8.2022         |
| Riposa: Dep. Paraguayo | Riposa: Dep. Paraguayo | Riposa: Dep. Paraguayo | Riposa: Dep. Paraguayo | Riposa: Lugano  | Riposa: Lugano | Riposa: Lugano    | Riposa: Lugano | Riposa: Mercedes  | Riposa: Mercedes | Riposa: Mercedes | Riposa: Mercedes |

| Juv. Unida              | 1 - 3                   | Argentino (R)           | 13.8.2022               | Yupanqui               | 3 - 1                  | Mercedes               | 20.8.2022              | Centro Español       | 1 - 1                | Yupanqui             | 27.8.2022            |
| Dep. Paraguayo          | 1 - 1                   | Yupanqui                | 13.8.2022               | Central Ballester      | 2 - 4                  | Dep. Paraguayo         | 20.8.2022              | Mercedes             | 3 - 0                | Central Ballester    | 27.8.2022            |
| Mercedes                | 0 - 0                   | Centro Español          | 13.8.2022               | Argentino (R)          | 1 - 0                  | Muñiz                  | 20.8.2022              | Dep. Paraguayo       | 1 - 0                | Argentino (R)        | 27.8.2022            |
| Muñiz                   | 0 - 1                   | Central Ballester       | 14.8.2022               | Lugano                 | 2 - 1                  | Juv. Unida             | 20.8.2022              | Juv. Unida           | 1 - 3                | Def. Cambaceres      | 27.8.2022            |
| Sp. Barracas            | 2 - 1                   | Lugano                  | 15.8.2022               | Def. Cambaceres        | 0 - 0                  | Sp. Barracas           | 21.8.2022              | Muñiz                | 2 - 2                | Lugano               | 28.8.2022            |
| RIposa: Def. Cambaceres | RIposa: Def. Cambaceres | RIposa: Def. Cambaceres | RIposa: Def. Cambaceres | Riposa: Centro Español | Riposa: Centro Español | Riposa: Centro Español | Riposa: Centro Español | Riposa: Sp. Barracas | Riposa: Sp. Barracas | Riposa: Sp. Barracas | Riposa: Sp. Barracas |

| Argentino (R)     | 1 - 0            | Mercedes         | 1.9.2022         | Mercedes           | 1 - 2              | Lugano             | 9.9.2022           | Lugano                    | 2 - 0                     | Centro Español            | 17.9.2022                 |
| Central Ballester | 1 - 1            | Centro Español   | 3.9.2022         | Muñiz              | 2 - 1              | Sp. Barracas       | 11.9.2022          | Def. Cambaceres           | 3 - 0                     | Mercedes                  | 17.9.2022                 |
| Lugano            | 1 - 0            | Dep. Paraguayo   | 3.9.2022         | Dep. Paraguayo     | 0 - 1              | Def. Cambaceres    | 11.9.2022          | Juv. Unida                | 0 - 2                     | Muñiz                     | 17.9.2022                 |
| Def. Cambaceres   | 1 - 1            | Muñiz            | 5.9.2022         | Yupanqui           | 1 - 1              | Central Ballester  | 11.9.2022          | Sp. Barracas              | 1 - 0                     | Dep. Paraguayo            | 19.9.2022                 |
| Sp. Barracas      | 2 - 0            | Juv. Unida       | 5.9.2022         | Centro Español     | 2 - 2              | Argentino (R)      | 11.9.2022          | Argentino (R)             | 0 - 1                     | Yupanqui                  | 20.9.2022                 |
| Riposa: Yupanqui  | Riposa: Yupanqui | Riposa: Yupanqui | Riposa: Yupanqui | Riposa: Juv. Unida | Riposa: Juv. Unida | Riposa: Juv. Unida | Riposa: Juv. Unida | Riposa: Central Ballester | Riposa: Central Ballester | Riposa: Central Ballester | Riposa: Central Ballester |

| 10ª giornata      | 10ª giornata  | 10ª giornata    | 10ª giornata  |                       | 11ª giornata          | 11ª giornata          | 11ª giornata          | 11ª giornata |
| Squadra           | R             | Squadra         | Data          | Squadra               | R                     | Squadra               | Data                  |              |
| ----------------- | ------------- | --------------- | ------------- | --------------------- | --------------------- | --------------------- | --------------------- | ------------ |
| Dep. Paraguayo    | 0 - 1         | Juv. Unida      | 24.9.2022     | Juv. Unida            | 1 - 0                 | Mercedes              | 1.10.2022             |              |
| Mercedes          | 2 - 1         | Sp. Barracas    | 24.9.2022     | Lugano                | 3 - 2                 | Central Ballester     | 4.10.2022             |              |
| Central Ballester | 1 - 1         | Argentino (R)   | 24.9.2022     | Def. Cambaceres       | 2 - 2                 | Yupanqui              | 4.10.2022             |              |
| Centro Español    | 0 - 1         | Def. Cambaceres | 25.9.2022     | Sp. Barracas          | 1 - 0                 | Centro Español        | 4.10.2022             |              |
| Yupanqui          | 3 - 1         | Lugano          | 25.9.2022     | Muñiz                 | 0 - 4                 | Dep. Paraguayo        | 4.10.2022             |              |
| Riposa: Muñiz     | Riposa: Muñiz | Riposa: Muñiz   | Riposa: Muñiz | Riposa: Argentino (R) | Riposa: Argentino (R) | Riposa: Argentino (R) | Riposa: Argentino (R) |              |

## Finale
Ad affrontarsi in finale per il titolo del campionato e per la promozione in Primera C sono stati il Centro Español e lo Yupanqui. La finale si è disputata in due gare di andata e ritorno. Lo Yupanqui, avendo ottenuto più punti sommando quelli ottenuti tra Apertura e Clausura, ha giocato in casa la partita di ritorno. La squadra vincitrice, oltre ad ottenere la promozione, ha ottenuto anche il diritto di partecipare alla Coppa Argentina 2023.
| Ituzaingó 10 ottobre 2022, ore 15:30 UTC-3 Finale (andata) | Centro Español | 0 – 0 referto | Yupanqui | Stadio Carlos Alberto Sacaan\| Arbitro: \| Barrios \| |
| Arbitro:                                                   | Barrios        |               |          |                                                       |

| Arbitro: | Villalva |

|            |           |  |
| Basso 114’ | Marcatori |  |

Con il risultato aggregato di 1-0, lo Yupanqui si laurea campione del torneo e ottiene la promozione in Primera C.

## Torneo clasificatorio
Il Torneo clasificatorio ha la funzione di determinare la seconda squadra a qualificarsi alla prossima Copa Argentina 2023 (oltre alla vincente del campionato). Il torneo è ad eliminazione diretta e vede come partecipanti le 6 migliori classificate nella Tabla anual (ad esclusione delle due squadre in finale), ovvero quella classifica che considera i punti ottenuti da ogni squadra in entrambi i tornei Apertura e Clausura.

### Tabla anual
| Pos. | Squadra            | Pt | G  | V  | N | P  | GF | GS | DR  |
| ---- | ------------------ | -- | -- | -- | - | -- | -- | -- | --- |
| 1.   | Def. de Cambaceres | 35 | 20 | 9  | 8 | 3  | 26 | 15 | 11  |
| 2.   | Sp. Barracas       | 34 | 20 | 10 | 4 | 6  | 25 | 15 | 10  |
| 3.   | Yupanqui (X)       | 32 | 20 | 8  | 8 | 4  | 29 | 22 | 7   |
| 4.   | Atl. Lugano        | 31 | 20 | 8  | 7 | 5  | 28 | 19 | 9   |
| 5.   | Muñiz              | 30 | 20 | 7  | 9 | 4  | 21 | 18 | 3   |
| 6.   | Argentino (R)      | 27 | 20 | 7  | 6 | 7  | 21 | 21 | 0   |
| 7.   | Central Ballester  | 24 | 20 | 6  | 6 | 8  | 17 | 30 | −13 |
| 8.   | Centro Español (X) | 23 | 20 | 5  | 8 | 7  | 18 | 18 | 0   |
| 9.   | Juv. Unida (SM)    | 21 | 20 | 6  | 3 | 11 | 18 | 30 | −12 |
| 10.  | Mercedes           | 20 | 20 | 5  | 5 | 10 | 16 | 27 | −11 |
| 11.  | Dep. Paraguayo     | 19 | 20 | 5  | 4 | 11 | 19 | 23 | −4  |

Legenda
      Squadre qualificate al Torneo clasificatorio.
(X) Squadre vincitrici del Torneo Apertura o del Torneo Clausura.
Note
Fonte: AFA
3 punti per la vittoria, 1 punto per il pareggio.
A parità di punti, valgono i seguenti criteri: 1) Spareggio (solo per determinare la vincente del campionato; 2) differenza reti; 3) gol fatti; 4) punti negli scontri diretti; 5) differenza reti negli scontri diretti; 6) gol fatti negli scontri diretti.
X - Il Centro Español ha vinto il Torneo Apertura. Se vincerà anche il Torneo Clausura otterrà la promozione diretta in Primera C.

### Prima fase
Gli accoppiamenti tra le 6 squadre qualificate sono avvenuti in base alla Tabla anual: la prima contro, la settima, la seconda contro la sesta, la quarta contro la quinta. Ogni sfida si svolge sulla distanza di due gare di andata e ritorno.

#### Risultati
| Arbitro: | Torres |

|  |           |              |
|  | Marcatori | 16’ Torancio |

| Ensenada 18 ottobre 2022, ore 15:30 UTC-3 Prima fase (ritorno) | Def. de Cambaceres | – | Central Ballester | Stadio 12 de Octubre |

| Rosario 9 ottobre 2022, ore 15:30 UTC-3 Prima fase (andata) | Argentino (R) | 0 – 0 referto | Sp. Barracas | Stadio José Martín Olaeta\| Arbitro: \| Creimerman \| |
| Arbitro:                                                    | Creimerman    |               |              |                                                       |

| Arbitro: | Morenza |

|            |           |  |
| Correa 32’ | Marcatori |  |

Con il risultato aggregato di 1-0 si qualifica alle semifinali lo Sportivo Barracas.
| Arbitro: | Gutiérrez |

|            |           |               |
| Verdún 41’ | Marcatori | 65’ Rivainera |

| Arbitro: | Varano |

|           |           |                                   |
| Kojro 13’ | Marcatori | 19’ Malmoria 37’ Verdún 39’ Monti |

Con il risultato aggregato di 4-2, passa alle semifinali il Muñiz.

### Semifinali
Alle semifinali del Torneo reducido si sono qualificate le 3 squadre vincitrici degli scontri disputati nella prima fase e la squadra uscita sconfitta dalla finale per il titolo, ovvero il Centro Español. Gli accoppiamenti sono stati determinati sulla base dei punti ottenuti nell'arco dell'intero anno 2022 (con il Centro Español che gioca contro la 4ª miglior classificata e la 2ª contro la 3ª). Anche nelle semifinali le sfide si sono svolte in partite di andata e ritorno, al termine delle quali in caso di pareggio si è qualificata in finale la squadra meglio classificata nella Tabla anual.

#### Risultati
| Arbitro: | Torres |

|  |           |           |
|  | Marcatori | 48’ López |

| Arbitro: | Gonzalo Creimerman |

|                       |           |              |
| Galván 33’ Ocampo 49’ | Marcatori | 42’ Villegas |

Con il risultato aggregato di 3-1, il Centro Español si è qualificato alla finale del Torneo complemento.
| Arbitro: | Monti |

|  |           |             |
|  | Marcatori | 72’ Aguilar |

| Arbitro: | David Cornejo |

|               |           |                       |
| Aguilar 90+2’ | Marcatori | 30’ Correa 47’ Correa |

Con il risultato aggregato di 2-2, alla finale del Torneo Complemento si è qualificato il Defensores de Cambaceres per la migliore posizione ottenuta nella Tabla anual rispetto allo Sportivo Barracas.

### Finale
Alla finale del Torneo clasificatorio si sono qualificate le 2 squadre vincitrici delle semifinali. Anche in questo caso la sfida verrà determinata sulla lunghezza di 2 gare di andata e ritorno. La squadra vincitrice ha ottenuto il diritto di partecipare alla Coppa Argentina 2023 insieme allo Yupanqui.
| Arbitro: | Gabriel Gutierrez |

|                  |           |  |
| R. Fernández 13’ | Marcatori |  |

| Arbitro: | Adrián Núñez Rodríguez |

|                     |           |  |
| Rouco 37’ Durso 72’ | Marcatori |  |

Con il risultato aggregato di 2-1, il Centro Español ha vinto il Torneo clasificatorio, ottenendo in tal modo il diritto di partecipare alla Copa Argentina 2023.

### Squadre qualificate alla Coppa Argentina 2023
Le seguenti squadre si sono qualificate alla Coppa Argentina 2023:
- Yupanqui - Squadra campione del campionato.
- Centro Español - Squadra vincitrice del Torneo clasificatorio.

## Statistiche

### Classifica marcatori
| Gol |  |  | Giocatore              | Squadra         |
| --- |  |  | ---------------------- | --------------- |
| 12  |  |  | Rafael Monti Azpiazu   | Muñiz           |
| 10  |  |  | Rolando González López | Lugano          |
| 9   |  |  | Iván Santa Cruz        | Sp. Barracas    |
| 8   |  |  | Iñaki Berterretche     | Def. Cambaceres |
| 8   |  |  | Nicolás De Benedetti   | Yupanqui        |
| 7   |  |  | Agustín Príncipe       | Argentino (R)   |
| 7   |  |  | Elías Lieve            | Dep. Paraguayo  |
| 7   |  |  | Tomás Jerez Sayago     | Juventud Unida  |
| 7   |  |  | Santiago Apa           | Sp. Barracas    |